# Taça Brasil
Taça Brasil – brazylijskie rozgrywki pucharowe rozgrywane w latach 1959–1968 w celu wyłonienia reprezentanta Brazylii w Copa Libertadores. W tym okresie był to najważniejszy turniej ogólnokrajowy w Brazylii. W odróżnieniu jednak od obecnie rozgrywanej ligi brazylijskiej, turniej grany był systemem pucharowym (jak dziś Copa do Brasil).

## Copa Libertadores
Taça Brasil zorganizowano w celu wyłonienia reprezentanta Brazylii do niedawno utworzonego Copa Libertadores, południowoamerykańskiego odpowiednika rozgrywanego w Europie Pucharu Mistrzów.
W latach 1959–1964 zwycięzca Taça Brasil miał prawo gry w następnym roku w Copa Libertadores. W roku 1965 i 1966 prawo do gry w Pucharze Wyzwolicieli obok zwycięzcy miał także finalista. W roku 1967 i 1968 obok zwycięzcy Taça Brasil prawo gry w Copa Libertadores miał zwycięzca Torneio Roberto Gomes Pedrosa (turniej znany także pod nazwą "Taça de Prata"). W 1968 roku rozegrana została ostatnia edycja Taça Brasil. W roku 1969 i 1970 dwa do Copa Libertadores kwalifikowały się dwa najlepsze kluby w Torneio Roberto Gomes Pedrosa. Od 1971 roku rozgrywa się mistrzostwa Brazylii (Campeonato Brasileiro).

## Zwycięzcy
| 1959 Szczegóły | EC Bahia     | 3 – 2 0 – 2 3 – 1 | Santos FC        | CR Vasco da Gama | Grêmio           |
| 1960 Szczegóły | SE Palmeiras | 3 – 1 8 – 2       | Fortaleza EC     | Fluminense FC    | Santa Cruz       |
| 1961 Szczegóły | Santos FC    | 1 – 1 5 – 1       | EC Bahia         | América          | Náutico          |
| 1962 Szczegóły | Santos FC    | 4 – 3 1 – 3 5 – 0 | Botafogo         | Sport Recife     | SC Internacional |
| 1963 Szczegóły | Santos FC    | 6 – 0 2 – 0       | EC Bahia         | Grêmio           | Botafogo         |
| 1964 Szczegóły | Santos FC    | 4 – 1 0 – 0       | CR Flamengo      | SE Palmeiras     | Ceará SC         |
| 1965 Szczegóły | Santos FC    | 5 – 1 1 – 0       | CR Vasco da Gama | SE Palmeiras     | Náutico          |
| 1966 Szczegóły | Cruzeiro EC  | 6 – 2 3 – 2       | Santos FC        | Fluminense FC    | Náutico          |
| 1967 Szczegóły | SE Palmeiras | 3 – 1 1 – 2 2 – 0 | Náutico          | Grêmio           | Cruzeiro EC      |
| 1968 Szczegóły | Botafogo     | 2 – 2 4 – 0       | Fortaleza EC     | Cruzeiro EC      | Náutico          |

### Kluby według tytułów
- 5 – Santos FC
- 2 – SE Palmeiras
- 1 – EC Bahia, Botafogo, Cruzeiro EC

### Królowie strzelców
- 1959 Léo (EC Bahia) 8 bramek
- 1960 Bececê (Fortaleza) 7 bramek
- 1961 Pelé (Santos FC) 9 bramek
- 1962 Coutinho (Santos FC) 7 bramek
- 1963 Pelé (Santos FC), Ruitter (Confiança) 12 bramek
- 1964 Pelé (Santos FC) 7 bramek
- 1965 Bitá (Náutico) 9 bramek
- 1966 Bitá (Náutico), Toninho Guerreiro (Santos FC) 10 bramek
- 1967 Chiclete (Treze) 6 bramek
- 1968 Ferreti (Botafogo) 7 bramek